# Hangwege in Tokio

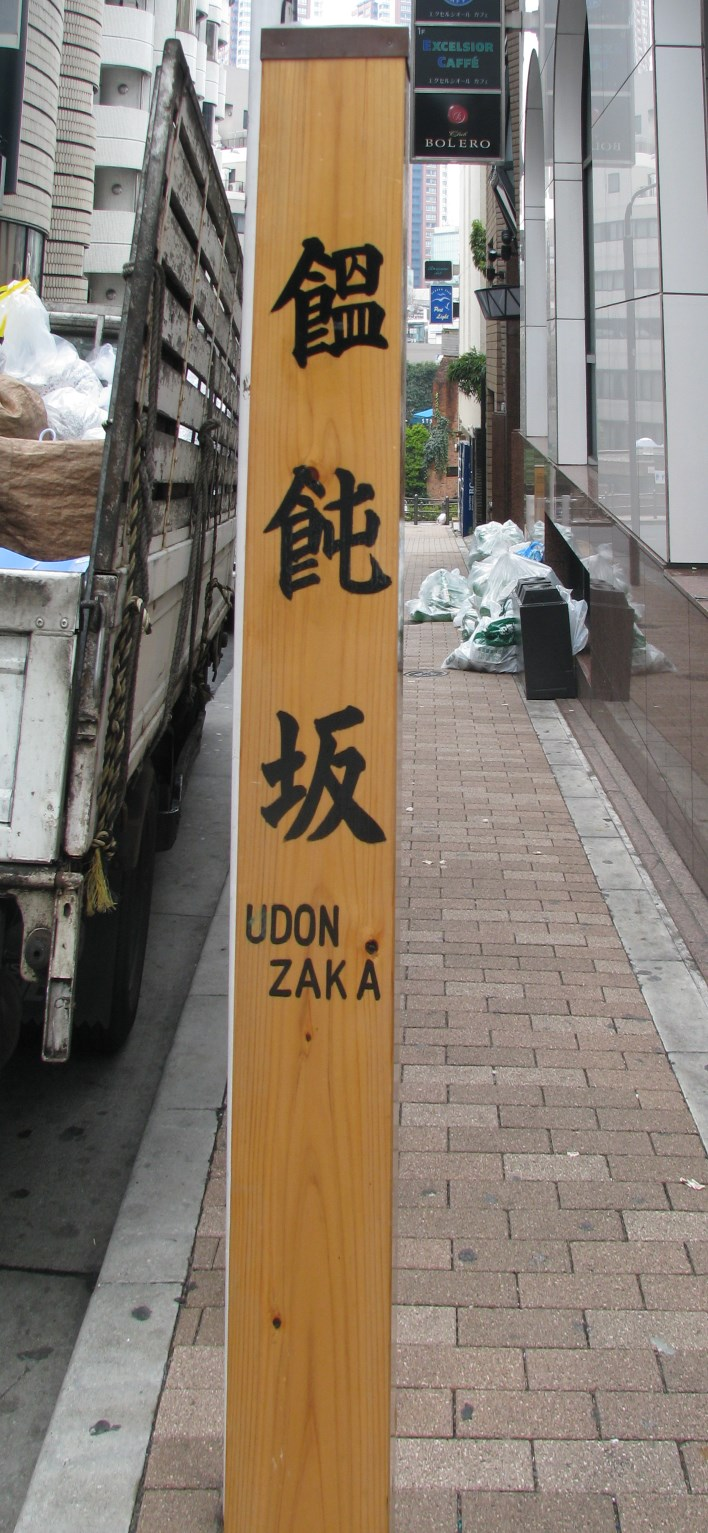
Udon-zaka, in der Nähe der Roppongi-Kreuzung

Hangwege (japanisch 坂道, sakamichi, oder kurz saka) sind zahlreich in Tokyo, das um das Zentrum herum auf Hügeln angelegt ist. Einige hundert von ihnen haben spätestens in der Edo-Zeit Namen erhalten, die zur Orientierung in der ausgedehnten Stadt dienten.

## Übersicht

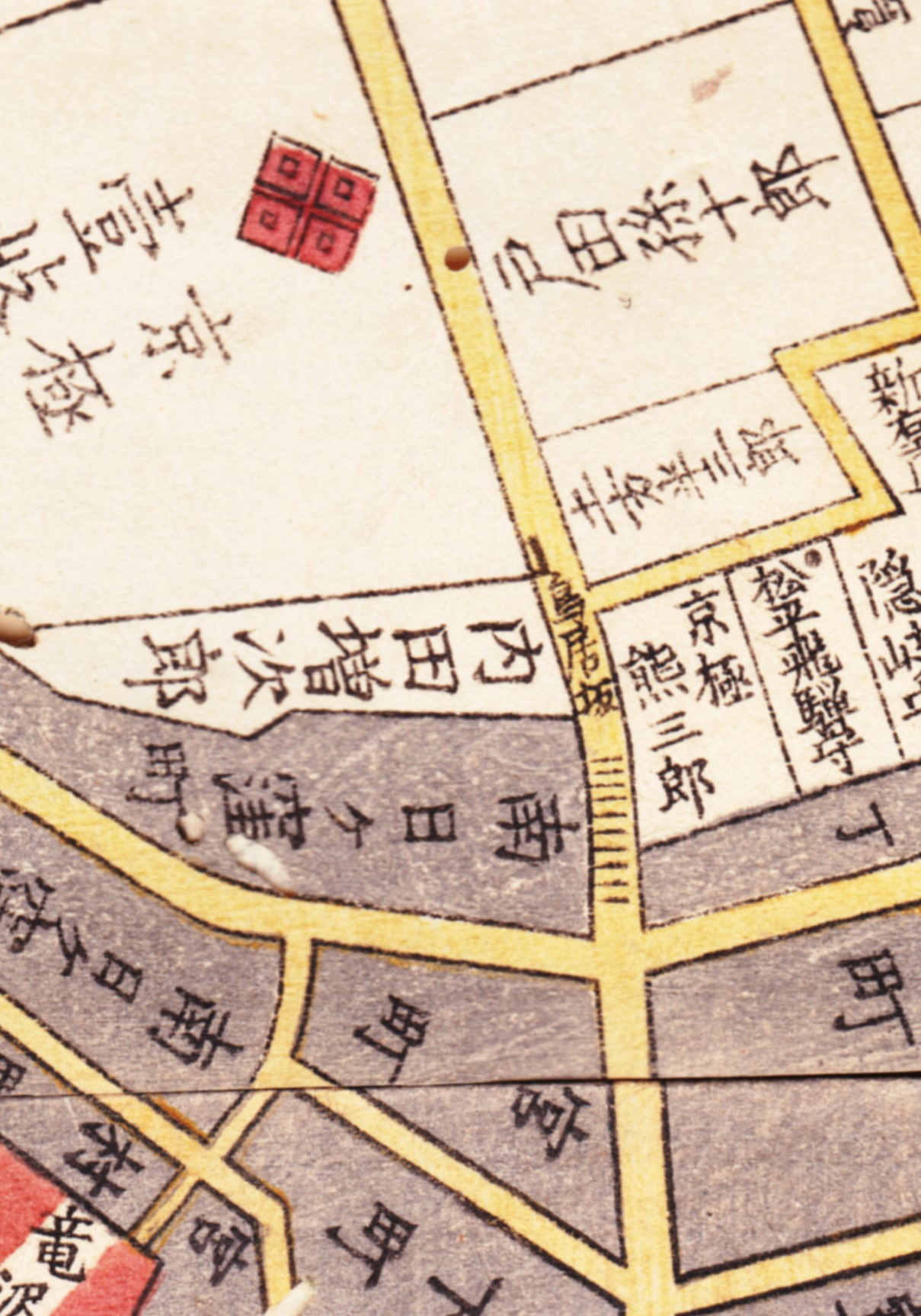
Torii-zaka in Roppongi

Straßen und Wege in japanischen Ortschaften führen traditionell keine Namen: Adressen sind nicht entlang von Linien definiert, sondern durch Unterteilung von Flächen. So sind Ortschaften in Bezirke (区, ku) und Unterbezirke (丁, chō) unterteilt, wobei letztere Grundstücksnummern (番, ban) tragen, und zwar nach Zeit der Bebauung, also nicht um den Unterbezirk herum auf- oder absteigend aufeinander folgen.
Benannte Hangwege ergänzten diese Adressen. Sie sind oft die kürzeste Verbindung zwischen den wichtigen Hauptstraßen entlang der Höhenrücken und den Wegen in den Tälern. Stadtteilkarten zeigen viele dieser Hangwege, meist durch Schraffierung angedeutet, einige davon sind außerdem mit Namen eingetragen.

## Namengebung
Die Namensgebung folgt keinem System. Es gibt leicht verständliche Bezeichnungen wie "Fujimi-saka" für einen Hangweg mit Blick auf den Berg Fuji, es gibt Namen, die nach einem Tempel oder Schrein benannt sind. Selten trägt ein Hangweg einen Familiennamen, wie Shimizu. Manche Namen kommen mehrfach vor, der erwähnte Fujimi-zaka mindestens 16-mal, der Jizō-zaka mindestens 10-mal. Manche Namen sind nicht sehr aussagekräftig, wie „Shin-saka“, „Neuer Hangweg“, der dennoch mindestens 13-mal vorkommt. Insgesamt zeigt die Namensgebung der mehreren hundert Hangwege eine außerordentliche Kreativität, wobei die genaue Herkunft des Namens nicht immer klar ist.
Der Bezirk Minato hat sich bemüht, viele Hangwege durch Aufstellen von mit Namen versehenen Holzpfosten zu kennzeichnen.

## Einzelne Bezirke

### Minato
- Katsura-zaka (桂坂)
- Isarago-zaka (伊皿子坂)
- Yūrei-zaka (幽霊坂)
- Kuwabara-zaka (桑原坂)
- Shokko-zaka (蜀江坂)
- Aoki-zaka (青木坂)
- Yakko-zaka (奴坂)
- Zekkō-zaka (絶江坂)
- Tanuki-zaka (狸坂)
- Ōyokocho-zaka (大横町坂)
- Ushi-zaka (牛坂)
- Nadare-zaka (長垂坂)
- Otafuku-zaka (於多福坂)
- Torii-zaka (鳥居坂)
- Udon-zaka (饂飩坂)
- Ipponmatsu-zaka (一本松坂)
- Tsuna-saka (綱坂)
- Ichō-zaka (銀杏坂)
- Reinan-zaka (霊南坂)
- Dōgenji-zaka (道源寺坂)
- Gazenbōdani-zaka (我善坊谷坂)
- Mamiana-zaka (狸穴坂)
- Tango-zaka (丹後坂)
- Yagen-zaka (薬研坂)
- Nambu-zaka (南部坂)
- Anchin-zaka (安鎮坂)

#### Bilder zu Minato

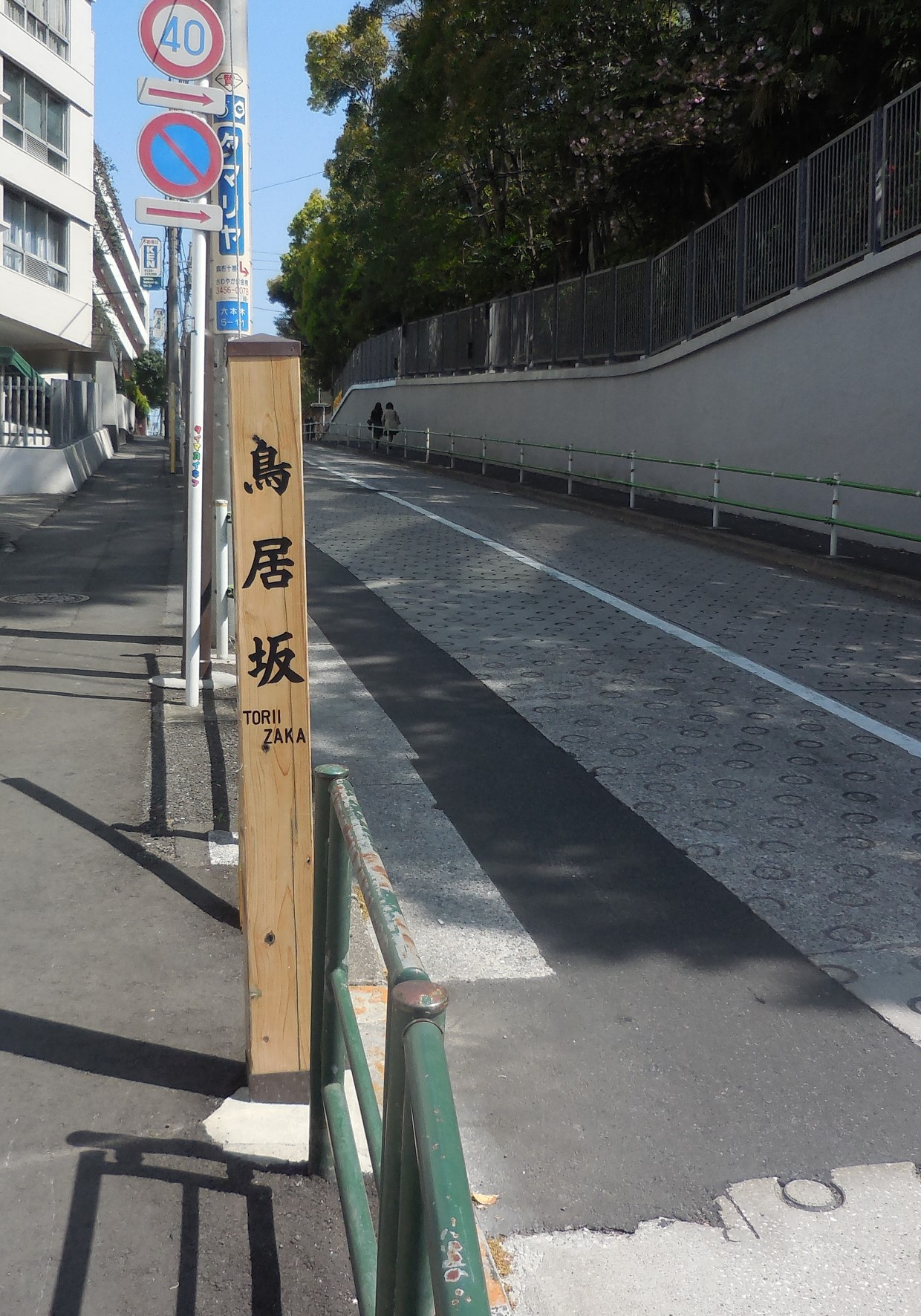
Torii-zaka (unten)
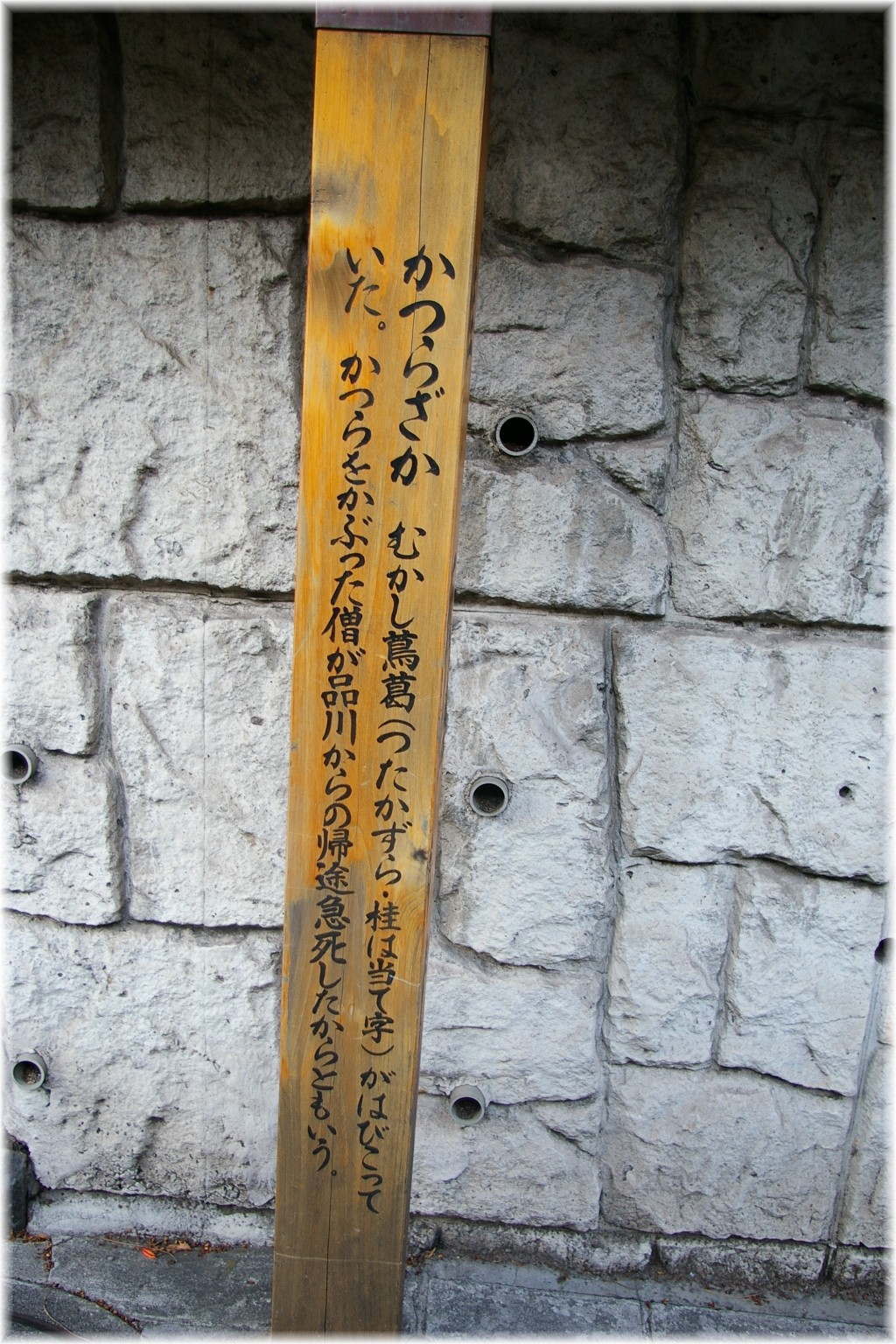
Katsura-zaka
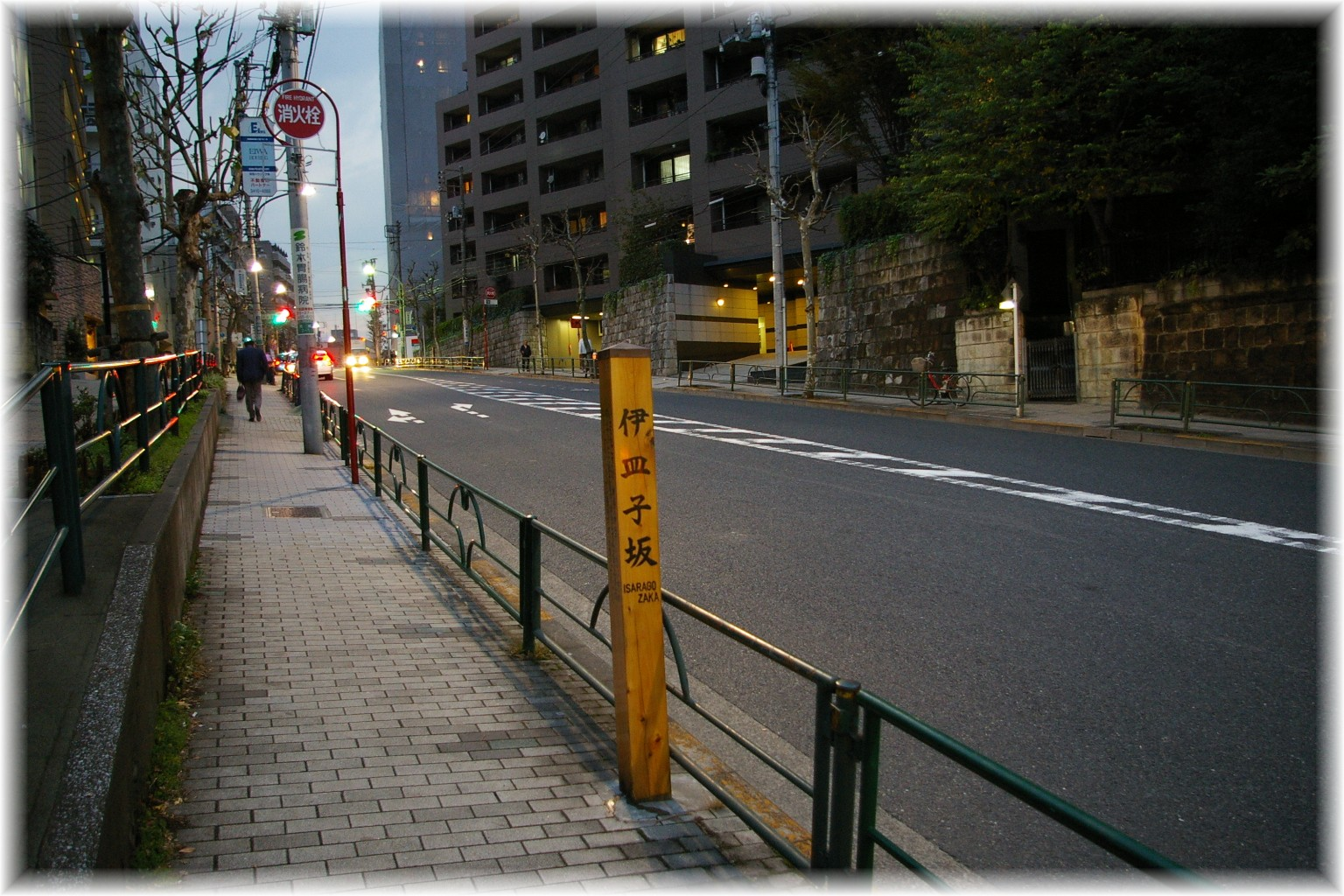
Isarago-zaka
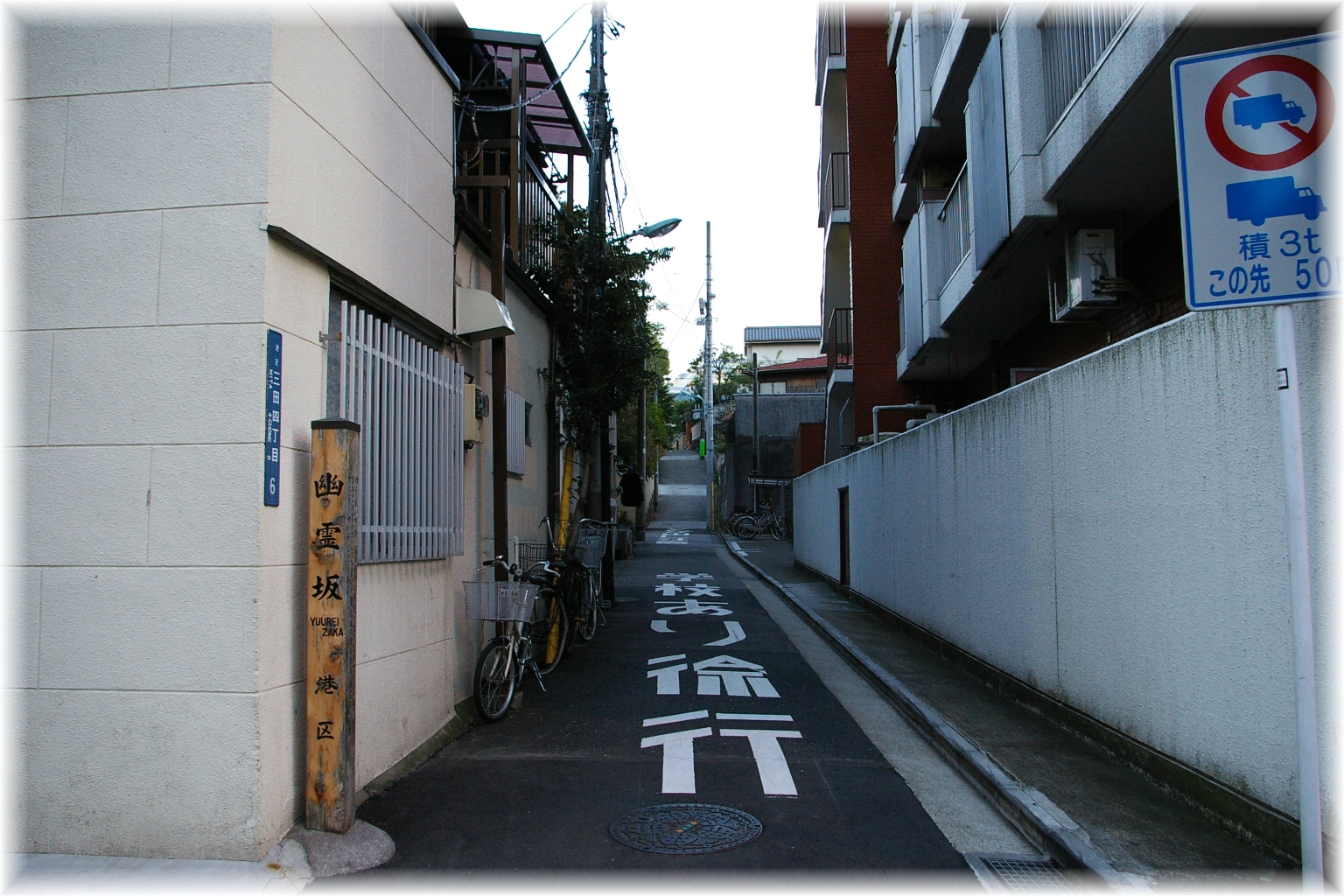
Yūrei-zaka
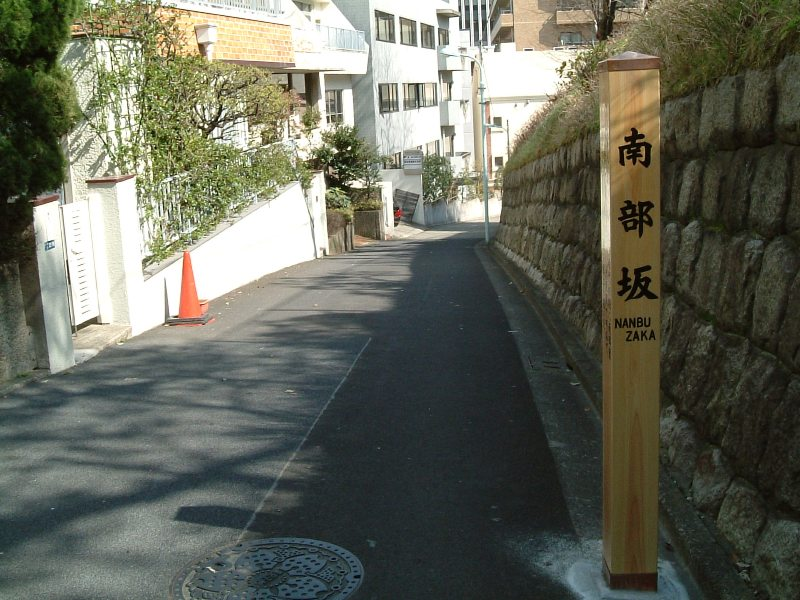
Nambu-zaka
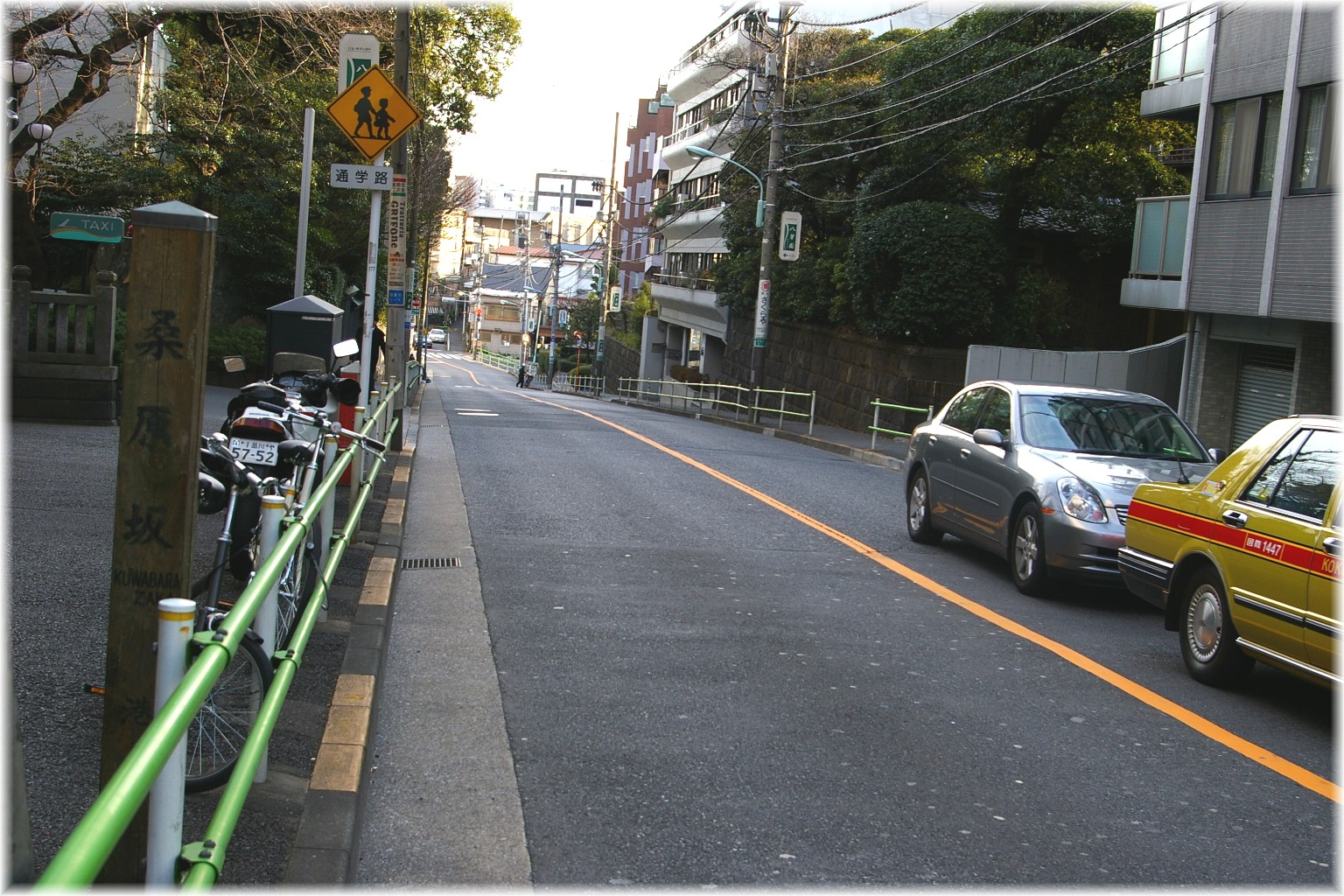
Kuwabara-zaka
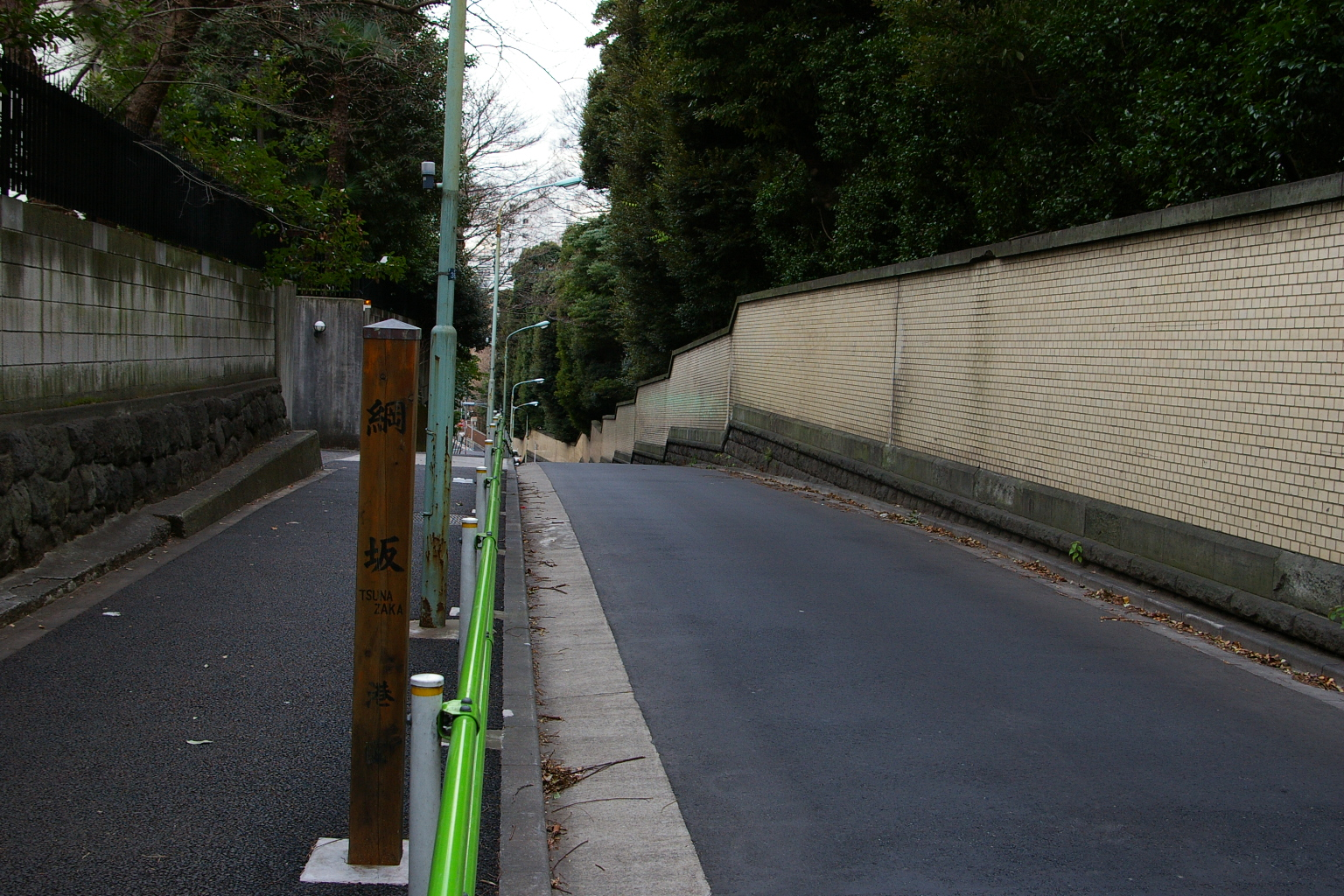
Tsuna-zaka

### Bunkyō
- Teppō-zaka (鉄砲坂)
- Munetsuki-zaka (胸突坂)
- Kobuse-zaka (小布施坂)
- Hinashi-zaka (日無坂)
- Hachiman-zaka (八幡坂)
- Hattori-zaka (服部坂)
- Kirishitan-zaka (切支丹坂)
- Hori-saka (堀坂)
- Zenkōji-zaka (善光寺坂)
- Kongō-zaka (金剛坂)
- Sambyaku-zaka (三百坂)
- Abumi-zaka (鐙坂坂)
- Tadon-zaka (炭団坂)
- Takebe-zaka (建部坂)
- Shin-zaka (新坂)
- Aioi-zaka (相生坂)
- Tsumagoi-zaka (妻恋坂)
- Muen-zaka (無縁坂)
- Munatsuki-zaka (胸突坂)
- Goten-zaka (御殿坂)
- Yutate-zaka (湯立坂)
- Shirasagi-zaka (白坂)
- Shin-zaka (新坂)
- Ōgyū-zaka (大給坂)
- Dō-zaka (働坂)

### Shinjuku
- Shinsuke-zaka (新助坂)
- Kurayami-zaka (暗闇坂)
- Kannon-zaka (観音坂)
- Samegahashi-zaka (鮫河橋坂)
- Tsunokami-zaka (津の守坂)
- Jishōin-zaka (自証院坂)
- Anyōji-zaka (安養寺坂)
- Hashigoi-zaka (梯子坂)
- Sanai-zaka (左内坂)
- Jōruri-zaka (浄瑠璃坂)
- Yurei-zaka (庾嶺坂)
- Kagura-zaka (神楽坂)
- Hyōtan-zaka (瓢箪坂)
- Akagi-zaka (赤城坂)
- Sodesuri-zaka (袖摺坂)
- Hōryūji-zaka (宝竜寺坂)
- Shimototsuka-zaka (下戸塚坂)
- Nanamagari-zaka (七曲坂)
- Nishi-zaka (西坂)
- Shokko-zaka (蜀江坂)

### Chiyoda
- Shiomi-zaka (潮見坂)
- Kioi-zaka (紀尾井坂)
- Miyake-zaka (三宅坂)
- Sannen-zaka (三年坂)
- Sambe-zaka (三べ坂)
- Gomi-zaka (五味院坂)
- Minamihōgen-zaka (南法眼坂)
- Mochinogi-zaka (冬青木坂)
- Fujimi-zaka (富士見坂)
- Awaji-zaka (淡路坂)
- Kōbai-zaka (紅梅坂)

### Ōta
- Kurayami-zaka (闇坂)
- Ukon-zaka (右近坂)
- Oihagi-zaka (おいはぎ坂)
- Shiomi-zaka (潮見坂)
- Daibō-zaka (大坊坂)
- Numeri-zaka (ぬめり坂)
- Sakura-zaka (桜坂)
- Hananuki-zaka (花抜き坂)
- Senzoku-zaka (洗足坂)
- Saru-zaka (猿坂)

### Kita
- Yorakuji-zaka (与楽寺坂)
- Hachiman-zaka (八幡坂)
- Kitsunezukano-saka (狐塚坂)
- Semi-zaka (蝉坂)
- Inari-zaka (稲荷坂)
- Jizō-zaka (地蔵坂)
- Shimizu-zaka (清水坂)
- Hōshōji-zaka (鳳生寺坂)
- Utsuri-zaka (うつり坂)
- Inarino-saka (稲荷の坂)

### Meguro
- Kyūō-zaka (旧大坂)
- Bessho-zaka (別所坂)
- Mekiri-zaka (目切坂)
- Inari-zaka (稲荷坂)
- Nabekoro-zaka (なべころ坂)
- Gyōnin-zaka (行人坂)
- Miori-zaka (ミ折坂)
- Teppi-zaka (鉄飛坂)
- Teragō-zaka (寺郷坂)

### Shibuya
- Dogen-zaka (道玄坂)
- Naiki-zaka (内紀坂)
- Hanezawa-zaka (羽沢坂)
- Nekko-zaka (ネッコ坂)
- Enoki-zaka (榎坂)
- Hatsudai-zaka (初台坂)

### Shinagawa
- Gotenyamano-saka (御殿山の坂)
- Zēmusu-zaka (ゼームス坂)
- Inu-zaka (犬坂)
- Hachiman-zaka (八幡坂)
- Kamuro-zaka (禿坂)
- Kaburagii-zaka (鏑木坂)

### Setagaya
- Ryōno-saka (寮の坂)
- Todorokino-saka (等々力の坂)
- Inari-zaka (稲荷坂)
- Gyōzenji-zaka (行善寺坂)
- Dōgayato-zaka (堂ヶ谷戸坂)
- Miyano-saka (宮の坂)

### Taitō Arakawa
- Miura-zaka (三浦坂)
- Fujimi-zaka (富士見坂)
- Momiji-zaka (紅葉坂)
- Shimizu-zaka (清水坂)
- Shinobu-zaka (忍坂)
- Tengu-zaka (天狗坂)

### Toshima
- Somei-zaka (染井坂)
- Shuku-zaka (宿坂)
- Saitō-zaka (さいとう坂)